# Решетова, Зоя Алексеевна
Зо́я Алексе́евна Решетова (16 декабря 1918, с. Малая Сергеевка, Балашовский уезд, Саратовская область, РСФСР — 21 сентября 2021, Москва, Россия) — советский и российский психолог. Кандидат педагогических наук, доктор психологических наук, заслуженный деятель науки Российской Федерации (1999), заслуженный профессор МГУ (2003), профессор кафедры психологии образования и педагогики факультета психологии МГУ им. М. В. Ломоносова. Член Общества психологов СССР (1971), Всесоюзного общества «Знание» (1983) и Российского психологического общества, участник Великой Отечественной войны.

## Биография
Зоя Алексеевна родилась 16 декабря 1918 года в с. Малая Сергеевка Балашовского уезда Саратовской области. Пошла в среднюю общеобразовательную школу, которую окончила в 1935 году. Сразу после окончания школы пошла работать учителем физкультуры и стала старшей пионервожатой в неполной средней школе деревни Талицы Пушкинского района Московской области, где проработала 2 года.
С 1937 по 1940 год работала экономистом, плановиком и начальником административно-хозяйственного отдела Главного управления мясомолочной промышленности РСФСР в Москве.
В 1940 году поступила в МАИ, где проучилась ровно один год.
С 1942 по 1945 год участвовала в Великой Отечественной войне, в том числе в битве при Сталинграде, за что была удостоена медали. В 1945 после окончания войны поступила на психологическое отделение факультета философии МГУ им. М. В. Ломоносова, которое окончила в 1950 году, после чего в 1954 году защитила кандидатскую диссертацию на тему «Роль ориентировочной деятельности в двигательном навыке», и сразу после защиты стала преподавать на факультете психологии МГУ. С 1966 года была членом специализированного совета по психологии при МГУ, а с 1971 года также вступила в специализированный совет по педагогике при МГУ. Свою деятельность в обоих советах завершила в 1991 году. В 1988 защитила докторскую диссертацию на тему «Психологические основы профессионального обучения». В 1993 году получила звание профессора, после чего в 2003 году — звание заслуженного профессора МГУ, а также стала лауреатом премии имени М. В. Ломоносова за научную деятельность.

## Научная деятельность
Область научных интересов Зои Алексеевны: психология обучения, педагогическая психология. Она является автором более 100 научных работ, в том числе 4 в зарубежных изданиях, среди которых Болгария, ГДР и Великобритания. Наибольшее влияние на формирование её научных взглядов оказали такие психологи, как Алексей Николаевич Леонтьев, Петр Яковлевич Гальперин, Александр Владимирович Запорожец и другие.
Ею были проведены исследования по изучению процесса формирования навыка работы на пишущей машинке, состоящие из 2 этапов:
1)клавиши с буквами были заменены на цифры от 0 до 9, что лишало возможности контролировать, что именно отобразится на бумаге после нажатия той или иной клавиши,
2)с клавиатуры машинки сняли шиферные указатели и дали задание напечатать слова, состоящие из четырёх букв на клавишах, которые до этого были заменены на числа.
По итогам прохождения обоих этапов испытуемый не мог пользоваться машинкой так же успешно, как раньше, ему приходилось обучаться заново, хотя двигательная, исполнительная составляющая навыков оставалась прежней. Этим было доказано, что ориентировочная, психическая составляющая играет важнейшую роль в формировании умений и навыков. Результаты этих исследований были опубликованы в журнале «Вопросы психологии» в 1955 году.
В дальнейшем Зоя Алексеевна приступила к работе над созданием учебных программ в русле системной методологии. Ею были выявлены существенные структурно-функциональных составляющие предмета усвоения, как объекта системной природы и на их основе были разработаны способ преподавания учебного материала и его содержание. По итогам исследований был разработан новый метод обучения, позволяющий развивать интеллект обучающегося, а не просто научить его определённому ряду знаний.
Основные научные труды:
- Психологические проблемы профессионального обучения (соавт., 1979),
- Методические указания по изучению курса общей химии в логике системного подхода (1981),
- Психологические основы профессионального обучения (1985),
- Учебно-методическое пособие по изучению иностранного языка (в логике системного анализа) (1992),
- Методическое пособие по разделу математики «Решение сюжетных задач» (1992),
- Формирование системного мышления в обучении (2002).

## Преподавательская деятельность
Зоя Алексеевна за время своей работы на факультете психологии МГУ подготовила 19 кандидатов наук, выезжала для преподавания педагогической психологии в Болгарию, Монголию, на Кубу, работала в составе делегации по обмену опытом в области программированного обучения в странах Европы.
- Преподает на факультете психологии МГУ курсы[2]:
- Педагогическая психология
- Психологический анализ учебного процесса
- Психологические основы профессионального обучения
- Теоретические проблемы формирования мышления в обучении

Системный подход в построении учебных дисциплин, реализованный под руководством З. А. Решетовой применительно к различным вузовским курсам, используется в профтехучилищах, общеобразовательных школах, при подготовке высококвалифицированных военных специалистов.

## Награды
- Орден Почёта (26 августа 2020 года) — за заслуги в научно-педагогической деятельности, подготовке высококвалифицированных специалистов и многолетнюю добросовестную работу[6].
- орден Отечественной войны 2 степени
- Медаль «За оборону Сталинграда»
- Медаль «За боевые заслуги»
- Медаль «За победу над Германией в Великой Отечественной войне 1941-1945 гг.»
- Медаль «За доблестный труд в Великой Отечественной войне 1941-1945 гг.»
- Лауреат премии Президента РФ в области образования[7] (1997)
- Заслуженный деятель науки РФ (1999)
- Серебряная медаль ВДНХ
- Премия имени М. В. Ломоносова (2003)
- Почётный работник высшего профессионального образования РФ
- Знак Минвуза СССР «За отличные успехи в работе»
- Диплом ВДНХ 2-й степени (за тренажерный комплекс)
- Первая премия Всесоюзного химического общества им. Д. И. Менделеева (Украинского отделения) за лучшее вузовское пособие по химии
- Диплом 1-й степени за победу во Всесоюзном конкурсе учебного оборудования